# Feng Bin
Feng Bin (förenklad kinesiska: 冯彬; traditionell kinesiska: 馮彬; pinyin: Féng Bīn), född 3 april 1994, är en kinesisk friidrottare som tävlar i diskuskastning.

## Karriär
Vid världsmästerskapen i friidrott 2022 tog hon guld i diskus. Vid världsmästerskapen i friidrott 2023 tog hon brons i samma gren.
Vid olympiska sommarspelen 2024 tog hon silver efter att ha kastat 67,51 meter, samma resultat som trean Sandra Elkasević, men Bing vann silvret tack vare ett längre näst längsta kast.